# Cuba ai Giochi della XXVII Olimpiade
Cuba partecipò ai Giochi della XXVII Olimpiade, svoltisi a Sydney, Australia, dal 15 settembre al 1º ottobre 2000, con una delegazione di 229 atleti impegnati in ventiquattro discipline.

## Risultati

### Pallacanestro
- Donne

| Atleta | Classifica |
| --- | ---------- |
| V · D · M Nazionale cubana - Pallacanestro ai Giochi della XXVII Olimpiade - Torneo femminile 4 Víctores · 5 Seino · 6 Plutín · 7 Herrera · 8 Soria · 9 Suero · 10 León · 11 Martínez · 12 Henry · 13 Castillo · 14 Hechavarría · 15 Enríquez · All. José Ramírez | 9°         |
| Nazionale cubana - Pallacanestro ai Giochi della XXVII Olimpiade - Torneo femminile |            |
| 4 Víctores · 5 Seino · 6 Plutín · 7 Herrera · 8 Soria · 9 Suero · 10 León · 11 Martínez · 12 Henry · 13 Castillo · 14 Hechavarría · 15 Enríquez · All. José Ramírez                                                                                               |            |